# Gabriel Rosén (1720–1784)
Gabriel Rosén, född den 20 december 1720 i Sexdrega församling av Göteborgs stift, död den 2 oktober 1784 i Stockholm, var präst, teolog och  författare. 

## Biografi
student vid Uppsala universitet 1738, kallades Rosén 1746 till huspredikant av presidenten friherre von Gedda och blev två år därefter extra ordinarie samt 1750 ordinarie hovpredikant. Utnämnd 1758 till överhovpredikant och predikant vid Kungl. Maj:ts orden, antogs Rosén att vara lärare i teologi för hertigarna Carl och Fredrik Adolf.
Han blev 1760 konungens biktfader samt befordrades 1763 till kyrkoherde i Riddarholmens och Bromma församlingar. Överhovpredikantsämbetet bibehöll han till 1767. Vid Gustav III:s kröning 1772 var Rosén en av dem, som hugnades med teologie doktorsvärdigheten och han kallades samma år till ledamot av Bibelkommissionen. Han var 1778 preses i Samfundet Pro Fide et Christianismo. Rosén var även bankofullmäktig och flera gånger uppförd på biskopsförslag.
Som predikant var han mycket uppskattad och har fått omdömet "en af tidehvarfvets yppersta predikanter, med sann både kristlig och medborgerlig anda." Som teologisk författare lät han trycka en stor myckenhet strödda predikningar och griftetal, samt Anmärkningar vid tvenne nyligen utkomna skrifter, den ena kallad: Vårt eviga nådaval i Christo Jesu; den andra: Apostolisk predikan för präster (1774). Han skrev även företal till åtskilliga teologiska arbeten och uppbyggelseskrifter, bland annat Anders Nohrborgs postilla.
Hans föräldrar var kyrkoherden Erik Rosenius och Anna Wekander. Bland hans bröder kan nämnas Nils Rosén von Rosenstein, Sven Rosén, Eberhard Rosenblad och Johan Rosén. Han gifte sig 1757 med Anna Margareta Rath, dotter till Gustaf Johan Rath och Catharina Berg, och hade med henne sonen Erik Gabriel von Rosén.